# جام مارلیک

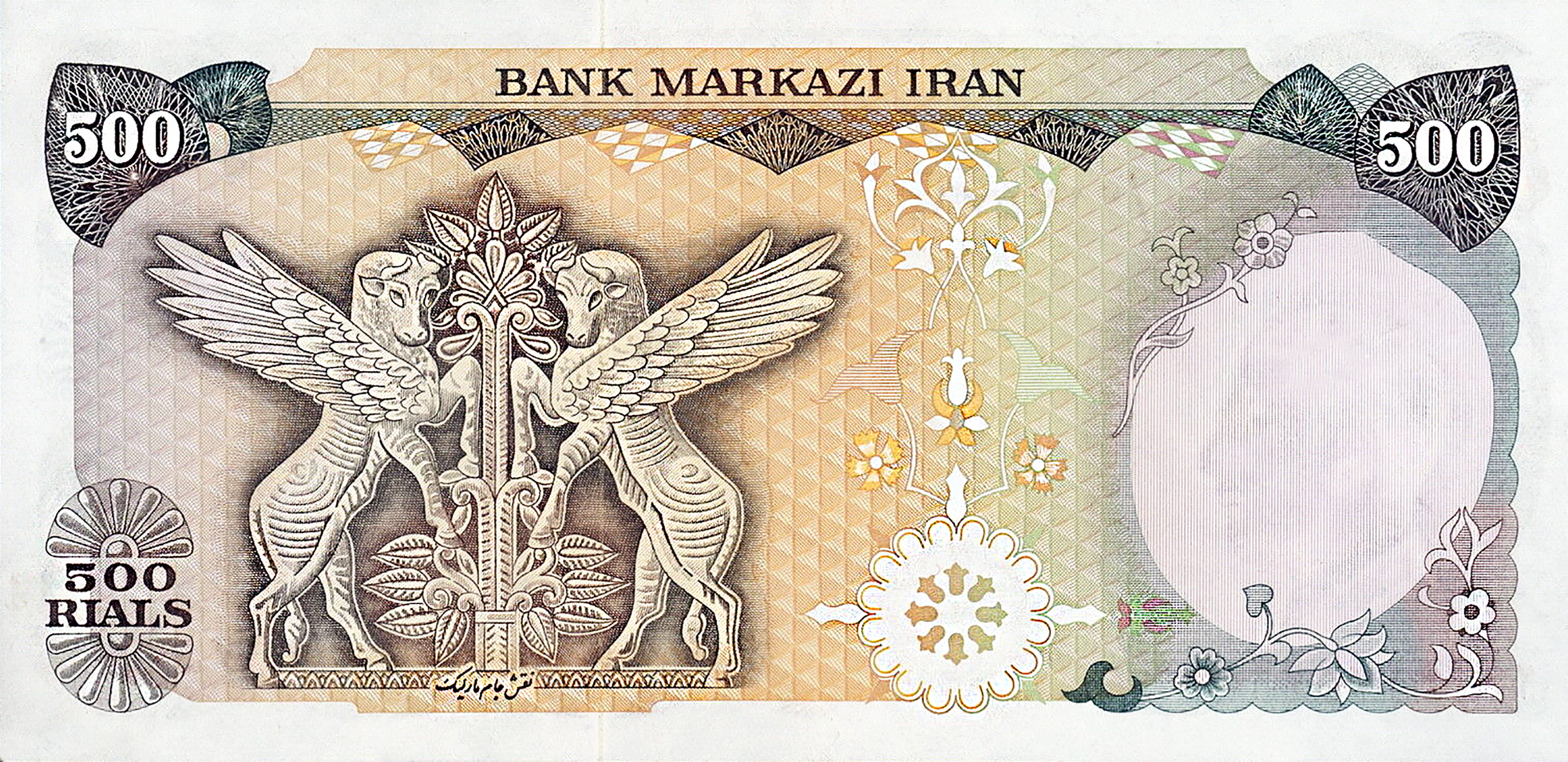
نقش جام مارلیک بر روی اسکناس‌های پانصد ریالی دوران پهلوی.

جام زرین مارلیک از آثار باستانی متعلق به اواخر هزاره دوم و اوایل هزاره اول پیش از میلاد است که در موزه ایران باستان نگه‌داری می‌شود. این اثر یکی از جام‌های طلایی است که در کاوش گورستان مارلیک و از گور ۲۶ به دست آمده‌است.
جام مارلیک ۶/۱۸ سانتی‌متر ارتفاع دارد و به صورت نقش حکاکی برجسته با چهار گاو بالدار اسطوره ای تزیین شده‌است. سر گاوها به‌صورت برجسته و با تکنیک چکش‌کاری از بدنه ظرف بیرون آمده‌است. هر جفت از گاوهای بالدار به شکل قرینه در حال بالا رفتن از یک درخت تزیینی نخل‌مانند هستند. این حیوانات تخیلی بر روی پاهای عقب ایستاده‌اند و پاهای جلو را بالا آورده و در اطراف تنه و شاخه‌های درخت تکیه داده‌اند. لبه جام با نوار مفتولی بسیار نازکی به‌صورت فشرده و متراکم تزیین شده و در محل اتصال بدنه جام به کف، دارای برآمدگی تقریباً زاویه‌داری است. ترکیب نقوش حیوانات بالدار و درخت موسوم به درخت زندگانی بیشتر در دوره آهن در هزاره اول پیش از میلاد در ایران و میان‌رودان رواج داشته‌است.
اسکناس‌های پانصد ریالی ایران بعد از تأسیس بانک مرکزی ایران با تصویری از نقش جام مارلیک چاپ و نشر می‌شد. نقش جام مارلیک از سال ۱۳۴۱ هجری شمسی تا سال ۱۳۵۸ بر یک سوی این اسکناس‌ها جاپ می‌شد.

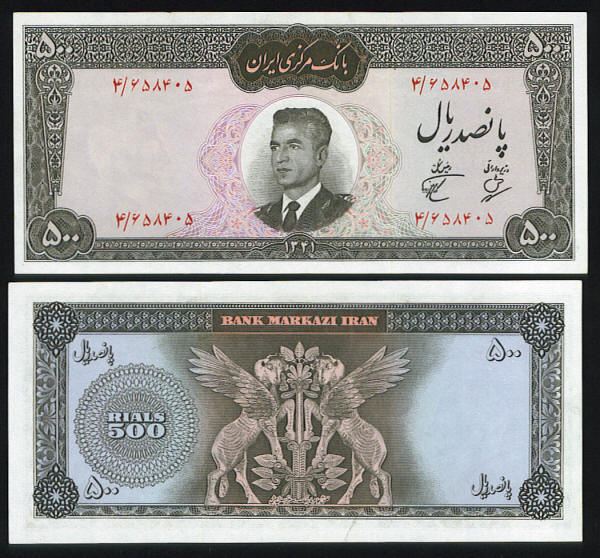
پانصد ریالی -  پشت اسکناس عنوان: نقش جام مارلیک سه هزار سال پیش.